# Antoine-adrien lamourette

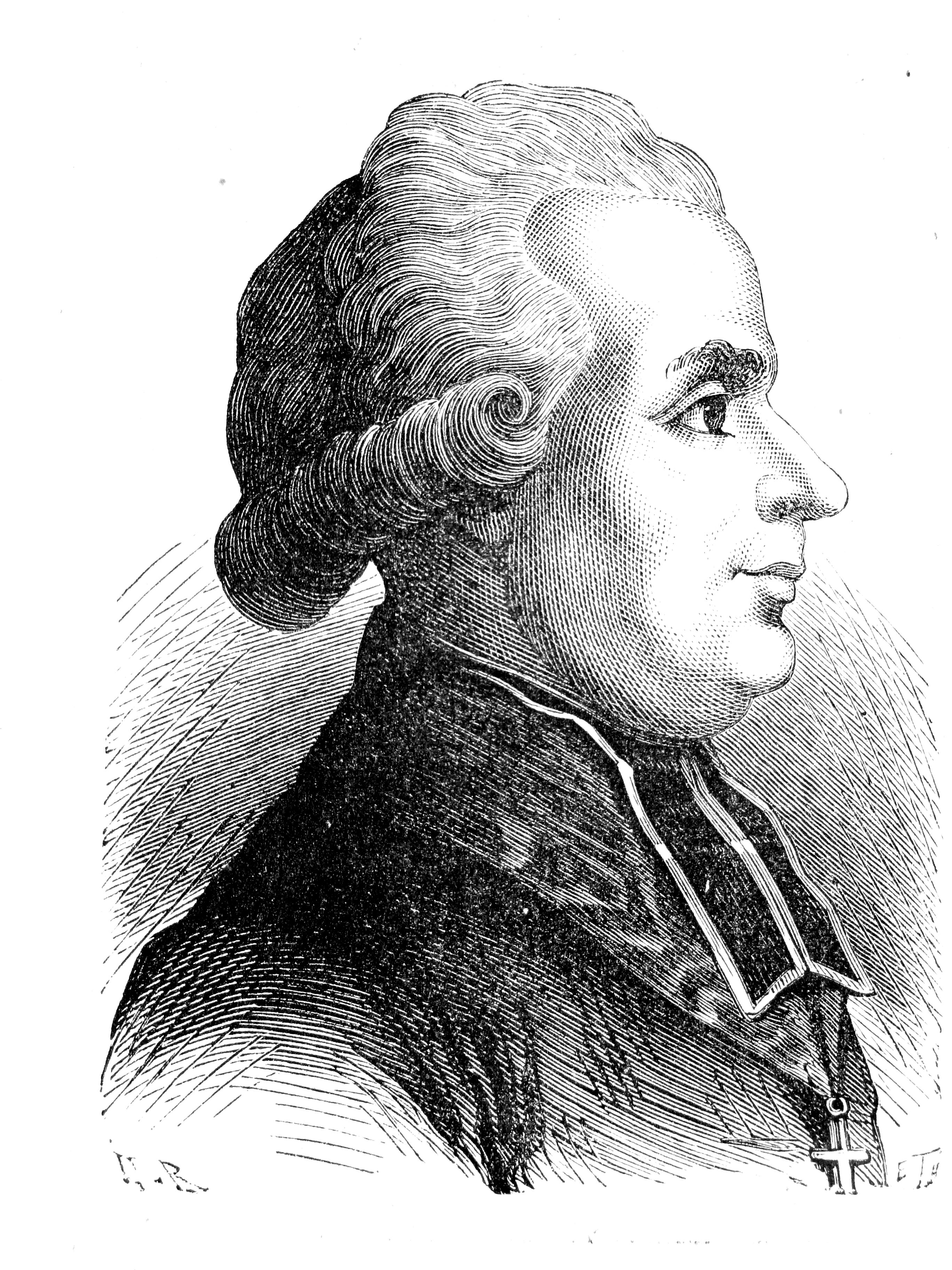

Antoine-Adrien Lamourette (Frévent, 31 de Maio de 1742 - Paris, 11 de Janeiro de 1794) foi um padre vicentino, professor de filosofia, doutor em teologia e político francês. Ocupou cargo legislativo durante a revolução francesa. Hoje, é principalmente lembrado por ter advogado por uma “democracia cristã”, sendo citado como criador do termo e por sua tentativa de conciliação no congresso que passou a ser referida como “O Beijo de Lamourette”. Em 1794, tendo sido condenado pelo tribunal revolucionário, foi morto na guilhotina.

## Biografia

#### Nascimento e vida no clero
Antoine-Adrien Lamourette nasceu no dia 31 de maio de 1742 em Frévent, uma comuna francesa na região administrativa de Altos da França, no departamento de Pas-de-Calais. Filho de artesãos modestos, entrou na Congregação da Missão de Paris em 1759, onde fez seus votos.
Após sua ordenação como diácono ele foi enviado para ensinar filosofia no seminário de Metz e depois se transferiu para o seminário de Toul, tornando-se superior aos 33 anos.
Em Toul, existe relato de que surgiram conflitos entre ele e alguns dos professores mais antigos e por isso ele teria passado algum tempo como diretor de retiros em Saint Lazare, mas logo pediu sua demissão da Congregação, entrando na diocese de Toul em 1784.
Recebeu seu doutorado em teologia e foi eleito para a Academia Real de Literatura de Arras. Ele é descrito como educado e piedoso, mas de piedade sentimental e fé fraca.
Sob a Constituição Civil do Clero, ele foi eleito bispo de Rhone-et-Loire, com sede em Lyon, e em 27 de março de 1791 foi ordenado por Gobel, arcebispo constitucional de Paris.

#### Vida política
De acordo com os ventos da revolução, Lamourette adotou grande parte do novo pensamento, em parte, diz-se, por influência de seu amigo, o conde Honoré Gabriel Riqueti de Mirabeau, político e líder da revolução francesa. Ele não compartilhava, porém, das convicções do conde sobre monarquia constitucional pois acreditava no que chamou de “democracia cristã”. Lamourette também é creditado por ter escrito alguns discursos para Mirabeau como ghost writer durante os primeiros estágios da Revolução, entre eles, a defesa de uma nova organização para a igreja, envolvendo confisco de terras e eleição para padres.
Em setembro de 1791, Lamourette foi eleito para a assembléia legislativa, ocupando um lugar entre os moderados.
Ele protestou contra os Massacres de Setembro, as leis que levaram à supressão das congregações religiosas e à proibição de vestimentas clericais. No período após a queda da bastilha, também havia publicado textos nos quais favorecia a inclusão de Judeus como parte da vida oficial da França.
Lamourette não teve um papel notável na assembléia, mas um discurso que proferiu, em 7 de julho de 1792, ficou tão famoso que até hoje sua referência sobrevive, conhecida como “O beijo de Lamourette”. Pouco após esse episódio, Lamourette abandona a carreira política e retorna a Lyon.

#### Prisão e morte
Lamourette foi preso em 4 de outubro de 1793, próximo à Lyon, possivelmente por ter protestado contra os massacres de setembro e por sua ligação com os girondinos, tendo sido implicado nas revoltas federalistas de Lyon.
Foi enviado  a Paris, onde foi julgado e condenado pelo tribunal revolucionário. Ele foi executado na guilhotina no mesmo dia de seu julgamento, em 11 de janeiro de 1794.
Pouco antes de sua morte, Lamourette parece ter escrito uma retratação de seus erros. Nela, ele teria escrito: “Declaro que me arrependo de todo o coração de tudo o que tenha dito, feito e escrito apoiando os princípios segundo os quais as mudanças foram feitas na França e que se tornaram tão desastrosos para a religião…. Peço perdão a Deus por ter recebido consagração episcopal, da qual eu fui indigno".

### O beijo de Lamourette
No dia 7 de Julho de 1792, Lamourette proferiu o famoso discurso que gravou seu nome na história francesa. Com o discurso, ele tentou efetuar uma reconciliação entre as diferentes facções divididas pela guerra. Para ele, todos os problemas derivavam do facciosismo crescente e que todos precisavam de amor fraterno para curar essa divisão, como se esta fosse fruto de um mal entendido. Encorajando os membros da assembléia, disse: “Juremos ter apenas um espírito, um sentimento; Vamos jurar que nos uniremos em uma única e mesma massa de homens livres”.
Os deputados ouviram com respeito e, ao fim, se abraçaram e se beijaram com grande comoção. Lamentavelmente, seus conflitos foram retomados no dia seguinte. Por isso, “o beijo de Lamourette" se tornou e continua sendo uma expressão para designar uma reconciliação hipócrita. Depois desse revés, o bispo se retirou da vida política e voltou para Lyon.
Esta cena do "beijo de Lamourette" produziu interpretações variadas. Alguns historiadores julgam o acontecimento como se fosse uma anedota enquanto outros enfatizam e valorizam este breve momento de reconciliação.
Este "beijo" também é citado como um dos motivos de sua condenação, já que esta tentativa de reconciliar aristocratas e patriotas na assembléia teria atrasado em dois meses o estabelecimento da república.

Segue na língua original um trecho do discurso de Lamourette:
"Une section de l’Assemblée Nationale attribue à l’autre le dessein séditieux de renverser la monarchie, et d’établir la république ; et celle-ci prête à la première de vouloir l’anéantissement de l’égalité constitutionnelle, et de tendre à la création de deux chambres ; voilà le foyer désastreux d’une désunion qui se communique à tout l’empire, et qui sert de base aux coupables espérances de ceux qui manœuvrent la contre-révolution" "Foudroyons, Messieurs, par une exécration commune, et par un dernier et irrévocable serment, foudroyons et la république et les deux chambres ; jurons-nous fraternité réelle, confondons-nous en une seule et même masse d’hommes libres, également redoutable à l’esprit d’anarchie et à l’esprit féodal : et le moment où nos ennemis domestiques et étrangers ne pourront plus douter de ce que nous voulons une chose fixe et précise, et que ce que nous voulons, nous le voulons tous, sera le véritable moment où il sera vrai de dire que la liberté triomphe et que la France triomphe"

### Democracia Cristã
Lamourette pregava pela redução de privilégios do alto clero, um dos problemas que teria estimulado a revolução. A Revolução é uma oportunidade para ele assumir responsabilidades e cumprir uma missão que considera divina: conciliar a Revolução e o Cristianismo. Sua eleição sucessiva ao bispado de Lyon e ao Legislativo permitiu que ele trabalhasse ativamente nesse projeto. Apesar de falar contra filósofos ateus, pregava tolerância religiosa e não acreditava que os votos religiosos deveriam significar a “morte civil”. De suas convicções político-religiosas, hoje ele é creditado por ter utilizado o termo “democracia cristã” pela primeira vez na história, em 1791, em um discurso pronunciado perante a Assembleia Legislativa, se referindo aos "princípios luminosos da democracia cristã". Vislumbrando o surgimento de uma nova Igreja democrática, ele não pretendia exprimir com este conceito uma forma de organização ou movimento político dos cristãos, mas sublinhar o contraste entre os fiéis de uma nova Igreja democrática e popular e de uma Igreja aristocrática e elitista oriunda dos velhos tempos, onde a França ainda tinha como sistema político uma monarquia absoluta.